# Ygor
Ygor Maciel Santiago, detto semplicemente Ygor (Sant'Ana do Livramento, 1º giugno 1984), è un ex calciatore brasiliano, di ruolo centrocampista.

## Carriera

### Club
Ygor iniziò la carriera con la maglia del Vasco da Gama, per passare poi ai norvegesi dello Start. Debuttò nella Tippeligaen il 9 aprile 2007, schierato titolare nel successo per 4-2 sullo Aalesund. Il 15 aprile segnò la prima rete, nel pareggio per 1-1 contro il Viking. A fine stagione, lo Start retrocesse e Ygor lasciò il club
Tornò allora in patria, per militare nel Fluminense. Giocò successivamente per la Portuguesa e per il Figueirense.
Dal 2012 gioca per l'Internacional.

## Palmarès

### Titoli Statali
- Taça Rio: 1

Vasco da Gama: 2004

### Titoli Nazionali
- Campionato Gaúcho: 1

Internacional: 2012